# Argon Pedion
Argon Pedion (neugriechisch: Αργόν Πεδίον, altgriechisch: Ἀργὸν Πεδίον) bedeutet Faules Feld (unfruchtbares Feld). Der Begriff geht auf den Reiseschriftsteller Pausanias (110–180 AD) zurück. Argon Pedion steht auch für den Namen des „abflusslosen Beckens“ im Arkadischen Hochland in Griechenland. „Unfruchtbares Feld“, weil Felder bis in die Vegetationsphase häufig überflutet werden, oder bei viel Winterregen auch heute noch ein temporärer See entstehen kann. Die intensive Verkarstung (unterirdische Entwässerung in den anstehenden, zerrütteten Kalksteinschichten) verhindert aber, dass im Becken ein permanenter See entsteht. Zwar gibt es Verkarstung auf allen Kontinenten, aber Überschwemmungen heute, wie beim Argon Pedion und auch wie bei anderen Becken des Peloponnes (z. B. Stymfalia), gibt es anderswo nur selten (z. B. in Portugal, Italien).
Das Argon Pedion ist ein typisches Beispiel für das Arkadien von heute: Seit der römischen Antike ein Land der Hirten. Aber keine „Idylle“ ist der Existenzkampf um ein schwieriges Stück Natur in Griechenland. Fortschritte bei Entwässerung und Landwirtschaft durch Anwendung moderner Kenntnisse und Methoden werden aber auch im Argon Pedion erzielt.

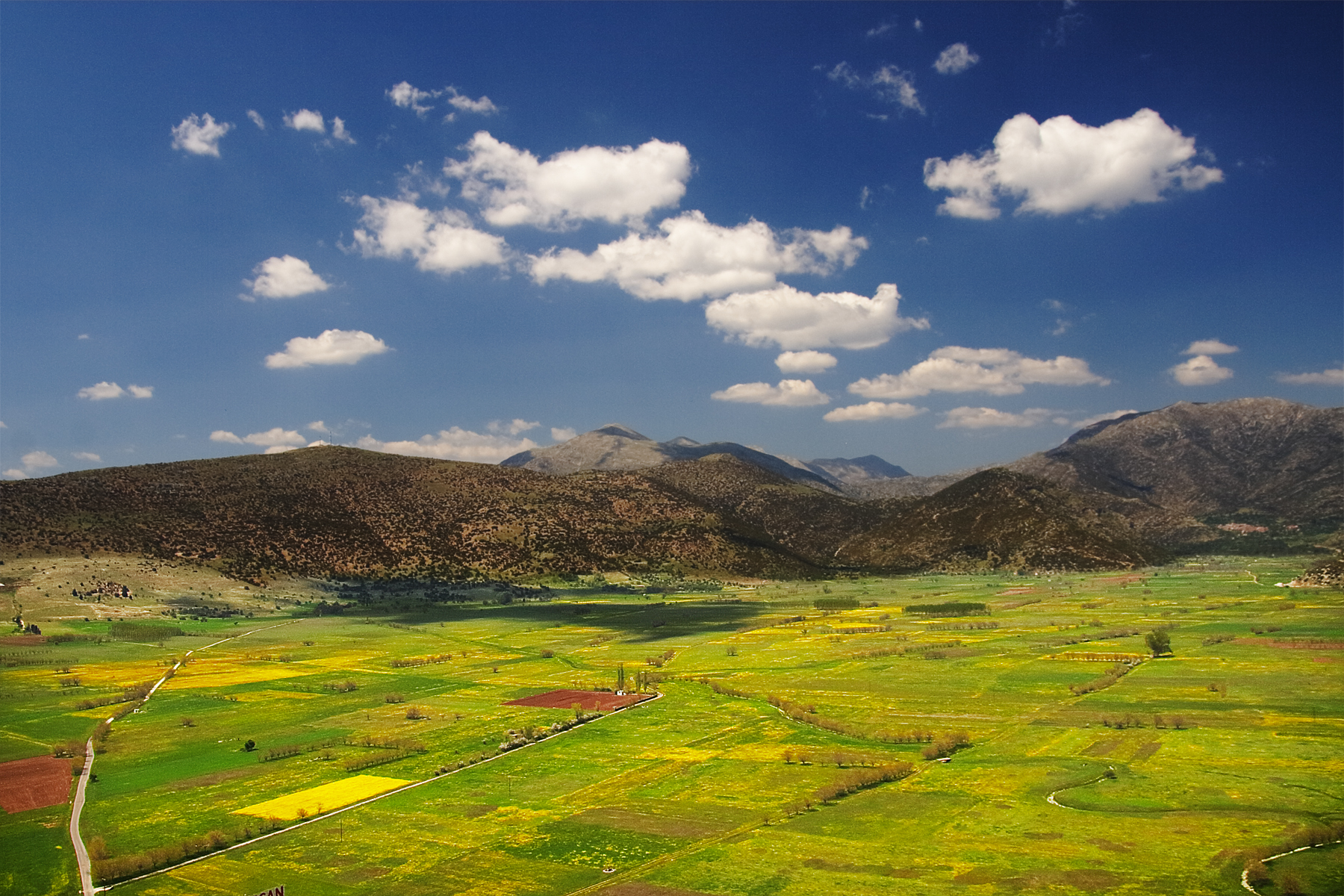
Die Polje Argon Pedion, Karstebene, wie üblich nur über Ponor(e) entwässert

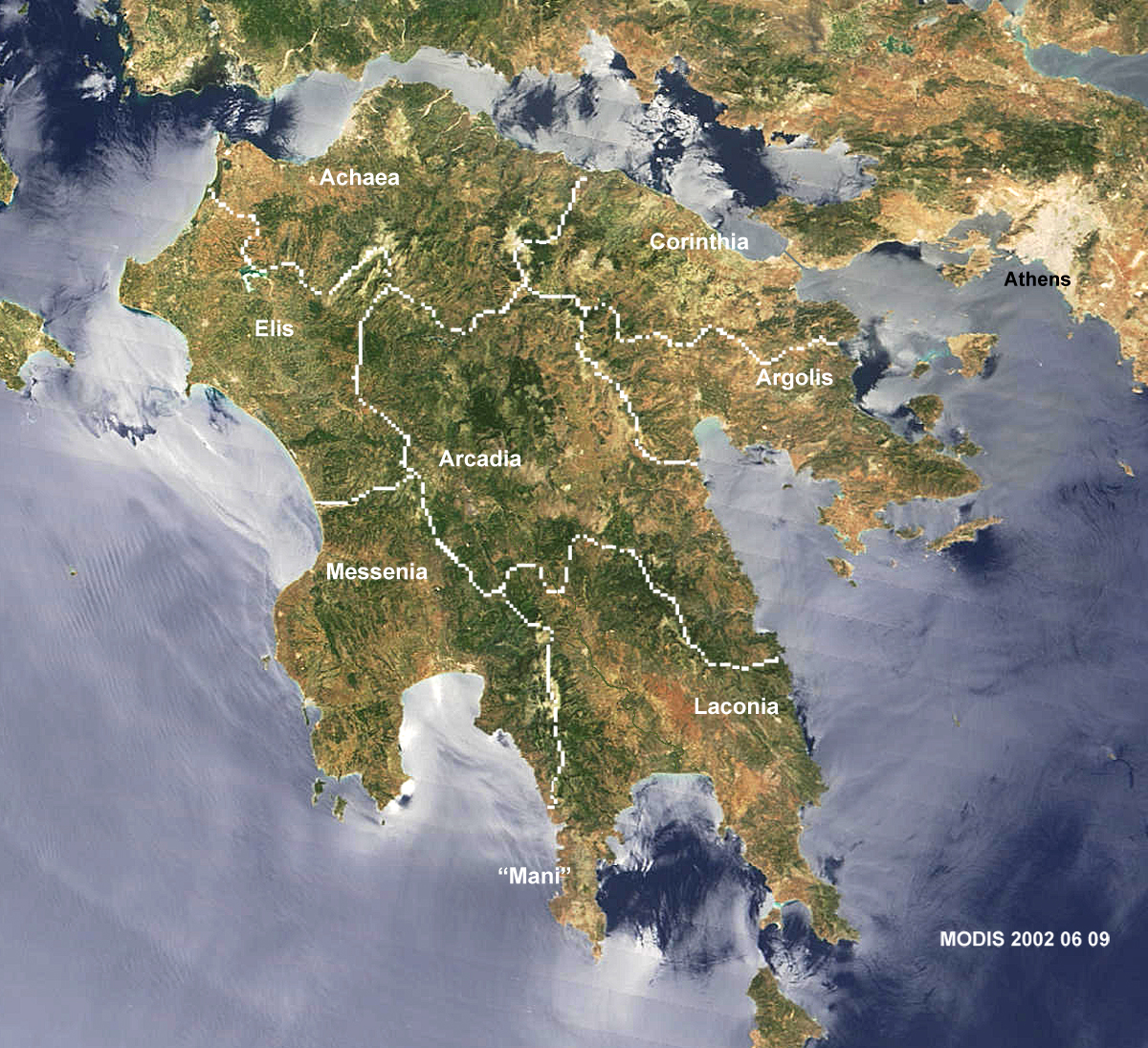
Peloponnes

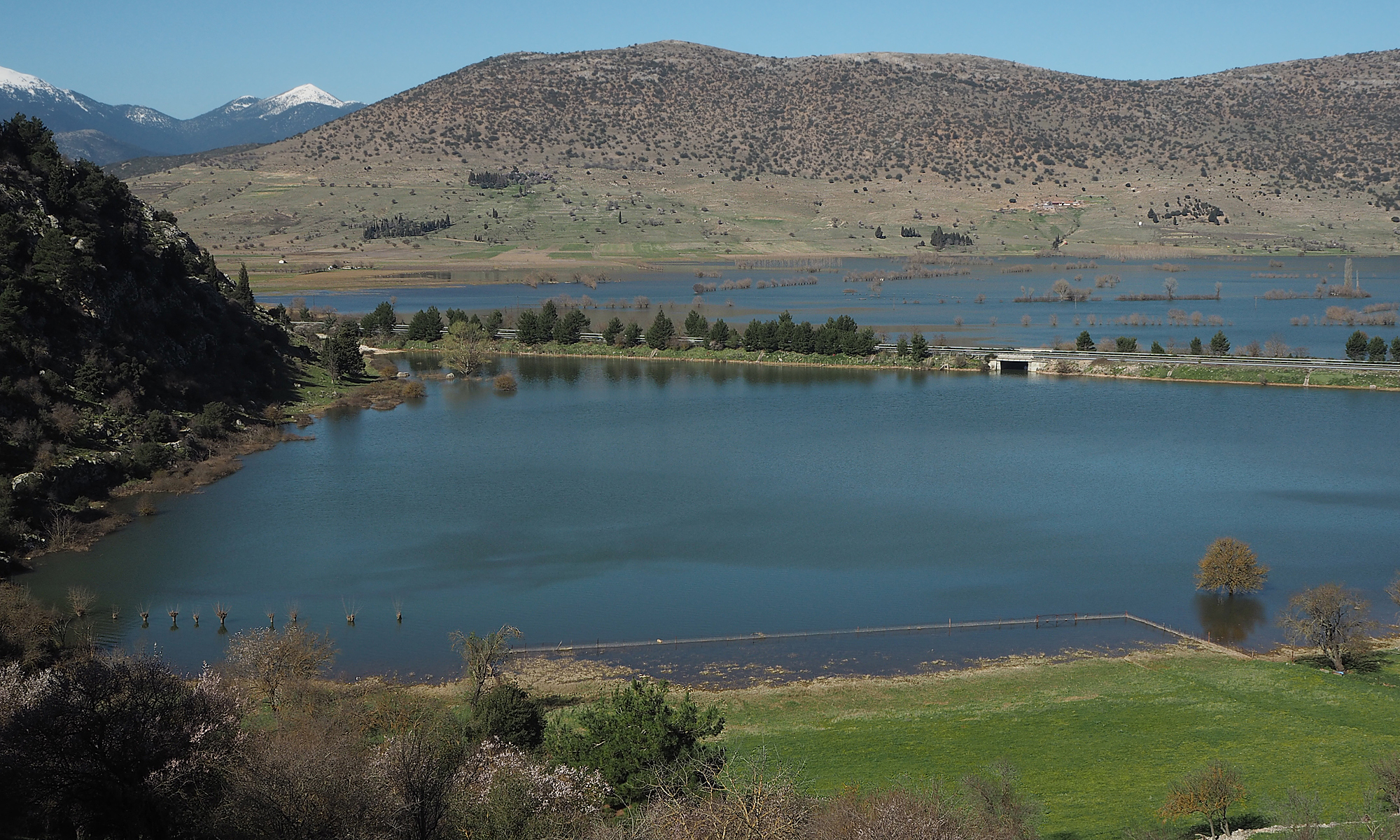
Temporärer See Argon Pedion, A7 motorway, Graben zum Ponor (10 Baumspitzen im Wasser, vorne links)

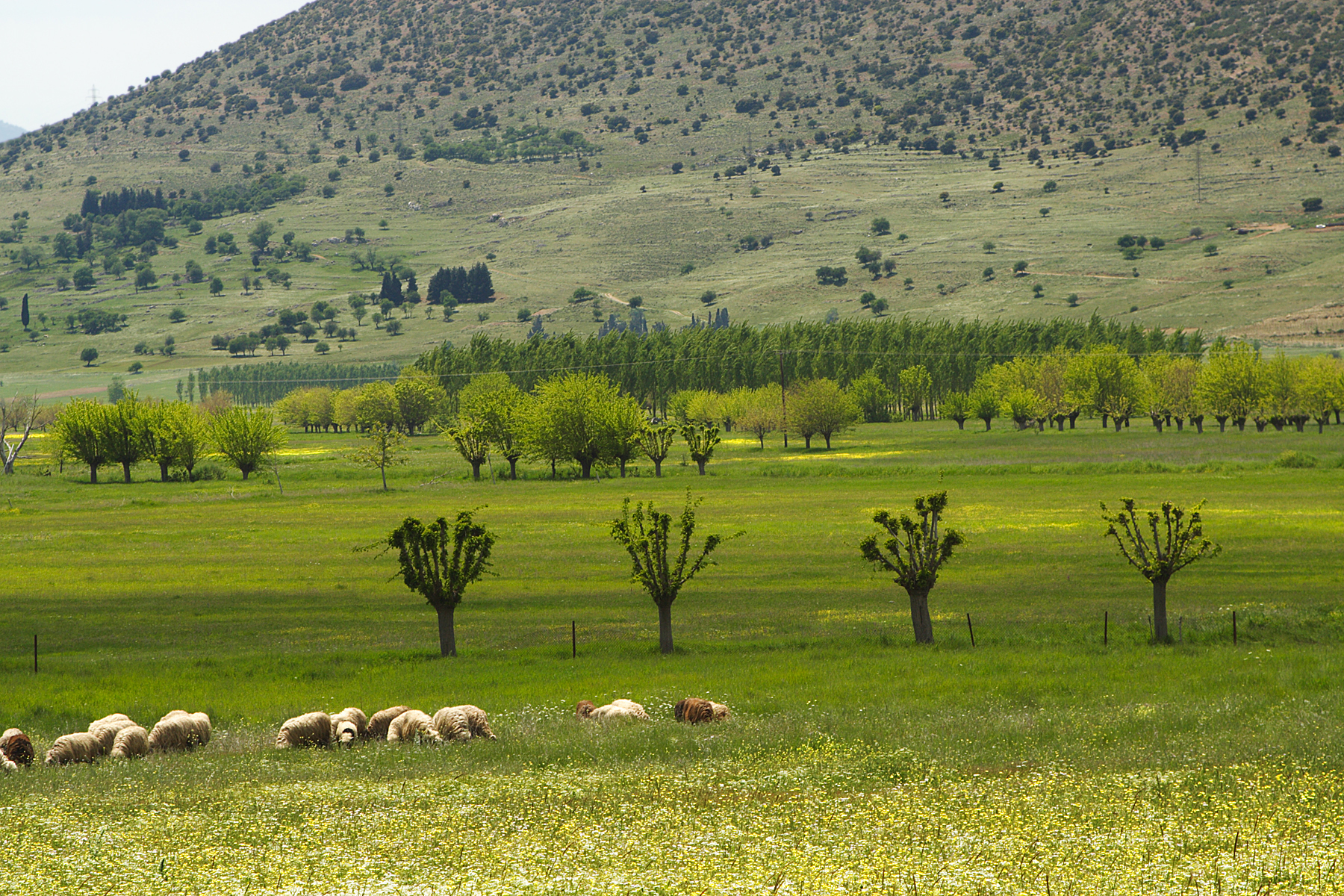
Alles grün im Frühling

## Geographie

### Umgebung
Die Griechische Präfektur Arkadien (Νομός Αρκαδίας) ist ganz überwiegend bergisches Hochland (Arkadisches Plateau). Es gibt nur ganz wenige Städte, selbst die größte Stadt Tripoli  hat nur rund 50.000 Einwohner. Die Bevölkerung lebt je nach Ergiebigkeit der Böden in über die ganze Präfektur verstreuten Dörfern. Die bewaldeten Gebiete und die Bergketten sind kaum besiedelt. Waldreich ist das nördlich-zentrale Arkadien „Mainalo“, der mittlere Süden und die Bergkette des Parnon-Gebirges, nach SSE, die ganze Grenze entlang bis zur Küste. Die Bergketten sind durch Täler gegliedert, deren wenige Gewässer nur in den Monaten November bis April richtig Wasser führen. In der langen Trockenperiode verkümmern diese zu kleinen Rinnsalen oder versiegen ganz. Die Größe der Täler und die frei gefallenen Kiesbeten lassen erahnen, dass die Wasserwege früher wasserreicher gewesen sein können.
An den steileren Berghängen sind die Oberböden weitgehend abgeschwemmt und nur noch von degenerierten „Shrubs“ bewachsen. Alluviale Ablagerungen am Fuß der Hänge sind dürftig. Andere Bodenverhältnisse gibt es nur in der Ebene der Becken und noch in den tiefen, küstennahen Ebenen. Diese sind aber für Ackerbau nur geeignet, wenn sie intensiv bewirtschaftet und gepflegt und in der Trockenzeit bewässert werden. Die Landschaften eignen sich eher für Weidewirtschaft.

### Klima
Das Klima ist in allen Teilen des Peloponnes ähnlich, Temperaturunterschiede sind nur von der jeweiligen Höhenlage abhängig, der Einfluss vom Meer ist allgegenwärtig, da keine Lokalität weiter als 80 km vom Meer entfernt liegt. Der ganze Peloponnes ist durch typisches Winterregenklima mit Regenzeiten bis Ende März (Mittelmeerklima) und lange Trockenzeiten geprägt. Auf den kargen Restböden der Berge hält sich, auch wegen der langen Trockenperioden, in großen Bereichen nur Macchien, oft in degenerierter Form.
In Wäldern, so sie intakt und dicht sind, ist es dennoch allenfalls ein wenig kühler und länger feucht. Sehr prägend ist die überall wirkende Verkarstung. In der Trockenzeit beschleunigt sie die Austrocknung der Böden; in den abflusslosen Becken kann sie zu Überschwemmungen führen, weil die unterirdische Drainage hemmend wirken kann. Allerdings bringen die im Frühjahr noch voll vorhandene Feuchtigkeit und milde Temperaturen einen weithin blühenden, artenreichen, jedoch relativ kurzen Frühling hervor (April, Anfang Mai).

### Wirtschaftliche Entwicklung
Obwohl jede Form von Wasserretention auch wegen langer Trockenzeiten sehr bedeutsam ist, sind größere, geplante oder realisierte, Projekte der Retention auf dem Peloponnes nicht vorhanden (Ausnahmen in Arkadien: Die Anstrengungen von Tripoli zur Sicherung der Wasserversorgung mit dem verdeichten Reservoir „Takasee“ und die gegen den Willen des Dorfes Sagka erfolgt Anzapfung einer Quelle mit sehr großvolumigen Rohren). Es fehlt auch oft an Ressourcen und Kenntnissen zur Nutzung z. B. motorisierter Bewässerung.
Die im gebirgigen Gelände oft unzugänglichen Wälder sind kaum forstwirtschaftlich erschlossen. Für Waldpflege, das Aufräumen und eine zeitnahe Aufforstung nach den häufigen Bränden (verheerend in der Trockenzeit), fehlt es an geschultem Personal, Ausrüstung und Geld.
Auf den landwirtschaftlich nutzbaren Flächen herrscht kleinräumige, wenig entwickelte, traditionelle Bewirtschaftung vor, die häufig nur Erträge für die eigene Versorgung erbringt. Zu einer systematischen staatlichen Förderung von Projekten, die Überschüsse generieren, kommt es allenfalls dort, wo der Zugang zu Wasserressourcen und bessere Bodenbeschaffenheit auch in der Trockenzeit erhalten bleibt (vgl. die Nutzung der großen submarinen Quelle „Anavalos“ zur Bewässerung im Abschnitt Geologie weiter unten).
In Arkadien gibt es praktisch keine Industrie. Deswegen ließen sich die Auswanderungen der Bevölkerung – vor allem in den Jahren nach 1945, in Griechenland, im Peloponnes und auch in den Dörfern des Argon Pedion nicht aufhalten. Die meisten Auswanderungen führten ins Ausland. In den 60er Jahren kam die Arbeitsplatzmigration nach Deutschland hinzu. Die Bevölkerungszahl sinkt auch heute noch – vor allen wegen anhaltenden Urbanisierung. Vom Tourismus, der von Staat, Präfekturen und Städten gefördert wird, profitiert Arkadien jedoch nur beim Bildungstourismus und ein wenig in den Küstenstreifen des Argolischen Golfs.
Die Verkehrsinfrastruktur ist dürftig. Das kann die einzige Autobahnverbindung von Korinth nach Messenien und Lakonien kaum ändern. Die schwierigen topographischen Verhältnisse von Arkadien machen Straßenneubau teuer und engmaschige Vernetzung unerschwinglich. Die einzige Eisenbahnstrecke für die Fläche Arkadiens, eine Schmalspurbahn, von Korinth nach Argos (Stadt) über Tripoli nach Kalamata wurde eingestellt. Der Güterverkehr und ein mäßiger Personenverkehr ist gänzlich auf das Straßennetz angewiesen. Mit der fehlenden zeitgemäßen Verkehrsinfrastruktur sind die Voraussetzungen für eine flächige Verteilung effizienterer hergestellter Agrarüberschüsse nicht gegeben. Die Urbanisierung, die Migration und die moderne Mobilität haben zu einem Bedeutungsverlust der landwirtschaftlichen Orientierung geführt. Diese Entwicklungen waren für das Argon Pedion nicht förderlich.

### Die Polje Argon Pedion
Das Karstbecken Argon Pedion (eine Polje) ist mit ca. 4 × 2 km Fläche ein Seitenbecken im Nordosten des 39 × 6 km großen Tripoli-Plateaus, welches einen großen Teil des Arkadischen Hoch-Plateaus ausmacht. Eine Verengung der das Argon Pedion umschließenden Berge auf ca. 250 m am Südende und ein ca. 5 m höherer Durchlass gegenüber dem Beckenboden macht das Becken zu einem geschlossenen Becken, d. h. erst ein Wasserspiegel von Gewässern oder Seen, der 5 m über den Beckenboden reicht, könnte zum oberirdischen Wasserabfluss führen. Die Niederschläge aus den Bergen ergießen sich zuerst in die Entwässerungsgräben, danach aber auch oft über Wiesen und Äcker und machen die Böden bis zum Ende der Regenzeit (meistens im April/Mai) nass. Je nach Niederschlagsmengen kommt es zu leichten Überschwemmungen. Bei besonders regenreichem Winter schwillt die Wasserflut zu einem temporären See an, der die Hälfte oder einen noch größeren Teil des Beckens bedeckt. Da der Beckenboden von Süden nach Norden ganz leicht ansteigt, bleibt der obere Beckenteil fast immer trocken. In diesem Teil betreibt vor allem das Dorf Sagka seit jeher Ackerbau.
Da durch die Überflutungen die Böden auch noch bis in die Vegetationszeit hinein für landwirtschaftliche Kultivierung zu nass sind, entsteht auf diesen Böden nur üppig wachsendes Gras, das sich gut für eine Beweidung durch Schaf- und Ziegenherden eignet, zumal der nasse Grasboden das Einsetzen der Trockenheitsdürre verzögert. Mit den „Kühen des kleinen Mannes“ ernähren sich traditionell immer noch viele Bewohner der beiden Dörfer. Wenn dann anhaltende Trockenheit die Weiden verdorren lässt, können insbesondere die genügsamen, kletterfähigen, wetterfesten, nahezu alles leicht verdauenden Ziegen noch auf die Strauchheidenformation der Berghänge ausweichen. Spätestens dann aber ist die Gefahr der Überweidung real, denn die Tiere halten die Vegetation zu kurz, indem sie bevorzugt Triebe abfressen.

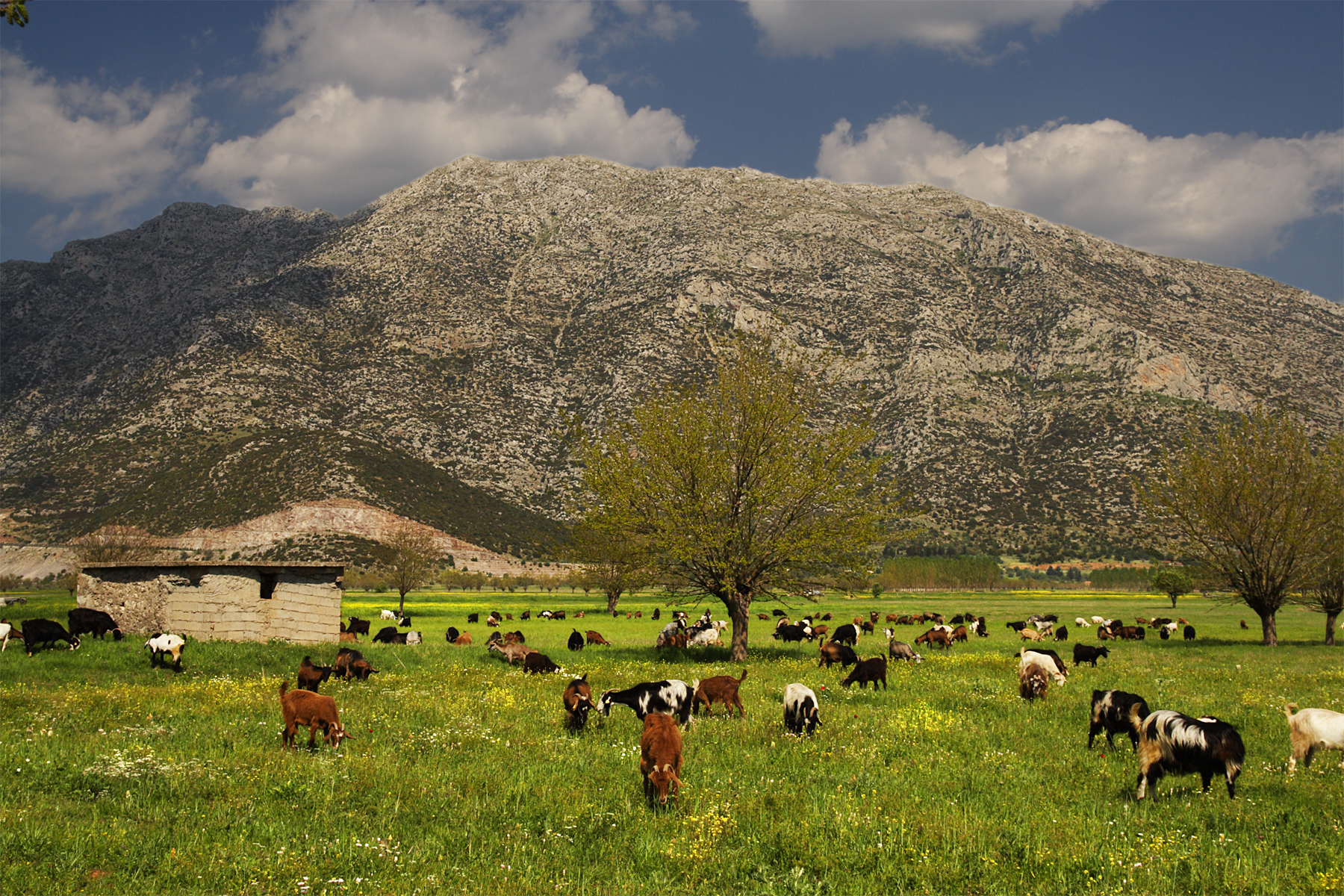
Idyllisches Arkadia?
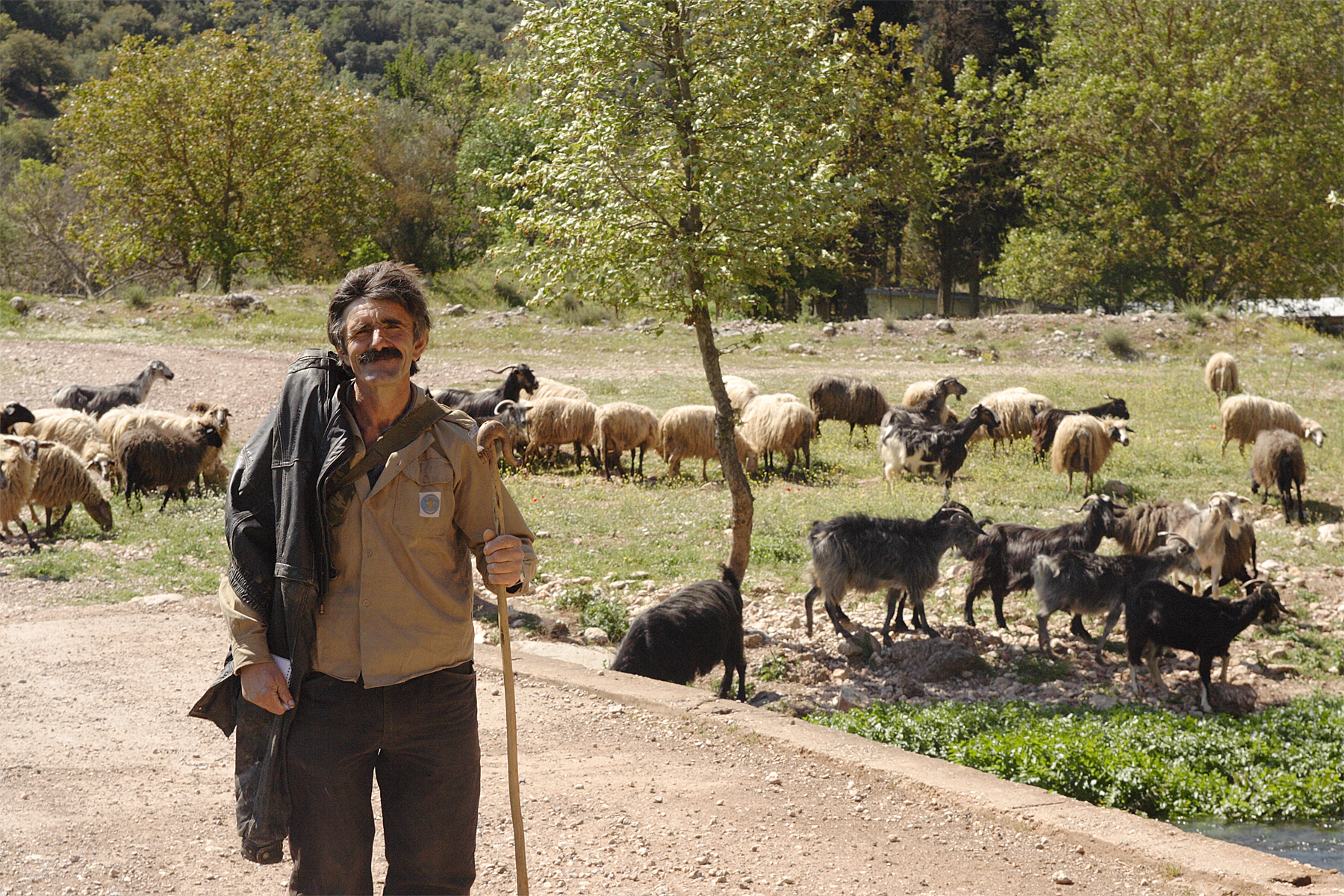
Hirte aus Likouria, Achaia
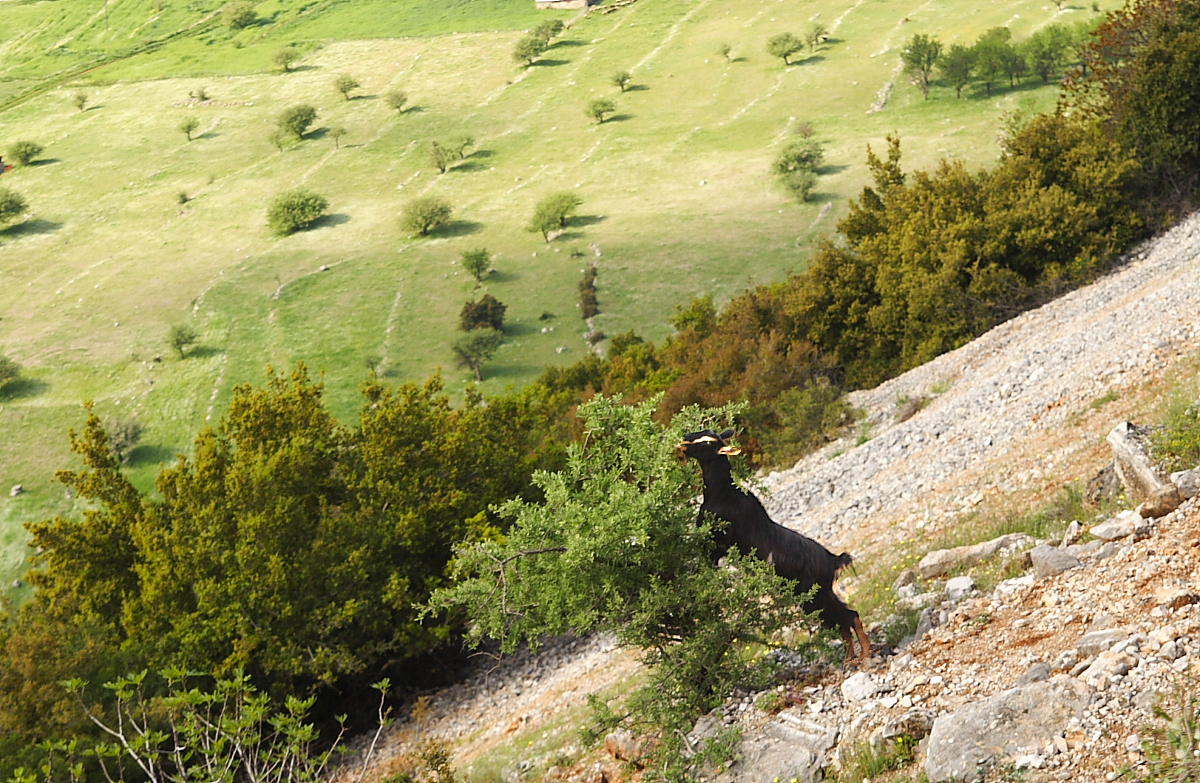
Überweidungsgefahr durch Ziegen

### Dörfer des Argon Pedion
Die Fotos vom traditionellen, schön gemauerten Quellwasser-Monument in Nestani und die traditionellen Getreide-Dreschplätze im Dorf Sagka deuten darauf hin, dass traditionelle Gesellschaftsformen noch lebendig sind. Gestylte Wasserstellen und Dreschplätze sind in vielen Dörfern Griechenlands nach wie vor noch lebende Symbole dörflicher Identifikation und Tradition. Zwar brauchen die durch dezentrale Wasserversorgung (meistens seit 1900) erschlossenen Dörfer Wasserstellen nicht mehr, ebenso wie heute Getreide nicht mehr auf Dreschplätzen gedroschen wird. Das Foto vom Quellwasserbrunnen (in Griechisch: φιλιππεοις Κρήνη), zeigt ein Replikat, welches der durch Pausanias (170 AD, sie unten) historisch verbürgte mazedonische König Philipp II 338 vor Christus an dieser Stelle bauen ließ. Die auf dem Foto sichtbaren kreisrunden Dreschplätze im Dorf Sagka, im Griechischen: Χοροστάσι, waren traditionell der Ort, wo man sich nach der Ernte zum Dorftanz traf. Das Wort Χορός (Griechisch für Tanz) ist heute noch der Begriff für die sehr beliebten traditionellen griechischen Gruppentänze. Jeder beliebige Tanzboden heißt im Griechischen immer noch Χοροστάσι.
Das Dorf Nestani war aufgrund seiner Lage am südlichen Ende des Beckens durch Weidewirtschaft geprägt. Bei tendenziell sinkender Bedeutung landwirtschaftlicher Nutzung und wachsender Urbanisierung und Mobilität, konnte sich Nestani noch durch die Niederlassung von Bewohnern aus Tripoli und Umgebung halten.
Das Dorf Sagka mit seiner Nähe zum (bewässerten) Ackerbau im oberen Teil des Beckens ist traditionell auf Landwirtschaft fokussiert, wenngleich die Landwirtschaft auch bei wachsender Mechanisierung, aber schlechter Verkehrsinfrastruktur, nur grenzwertig ertragreich ist. An den unteren Hangteilen und auf Alluvialböden in Dorfnähe, wo, wie in der Ebene, Böden tiefgründiger sein können, haben Bewohner von Sagka erfolgreich Gärten und Terrassen angelegt, um Fruchtbäume zu kultivieren.

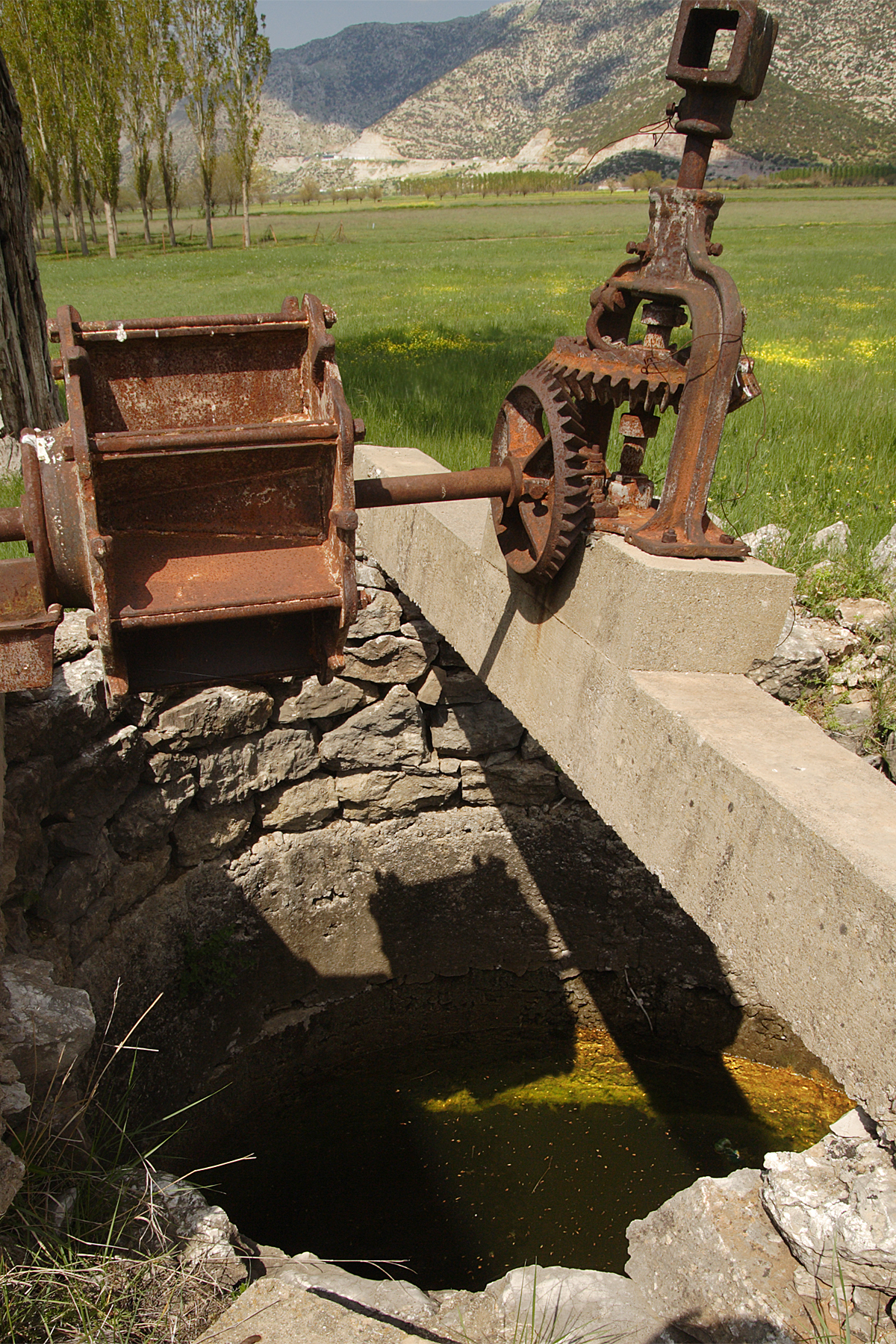
Ungenutzter Bewässerungsbrunnen, Der Grundwasserspiegel ist zu erkennen
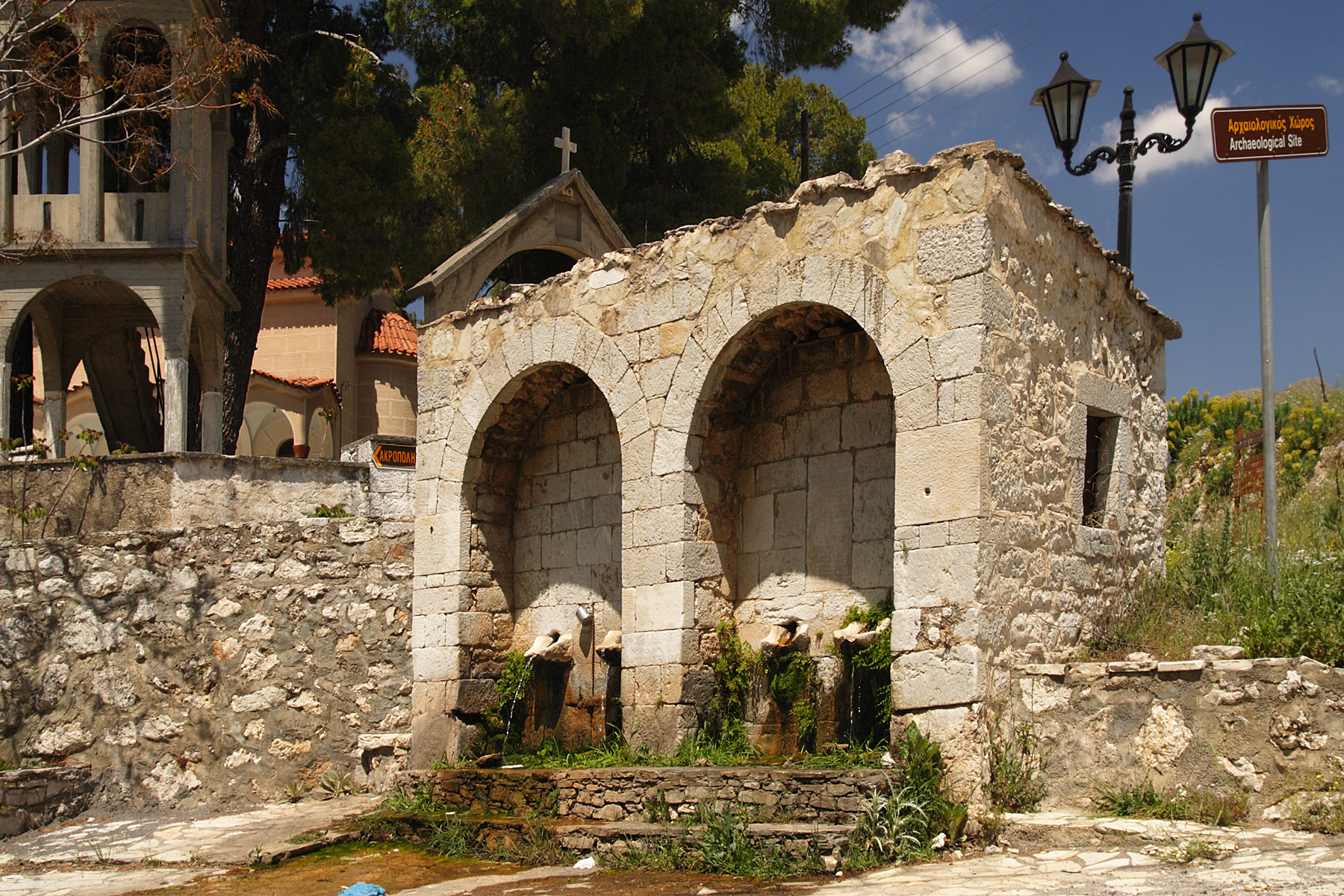
Traditionelle Dorfquelle in Nestani
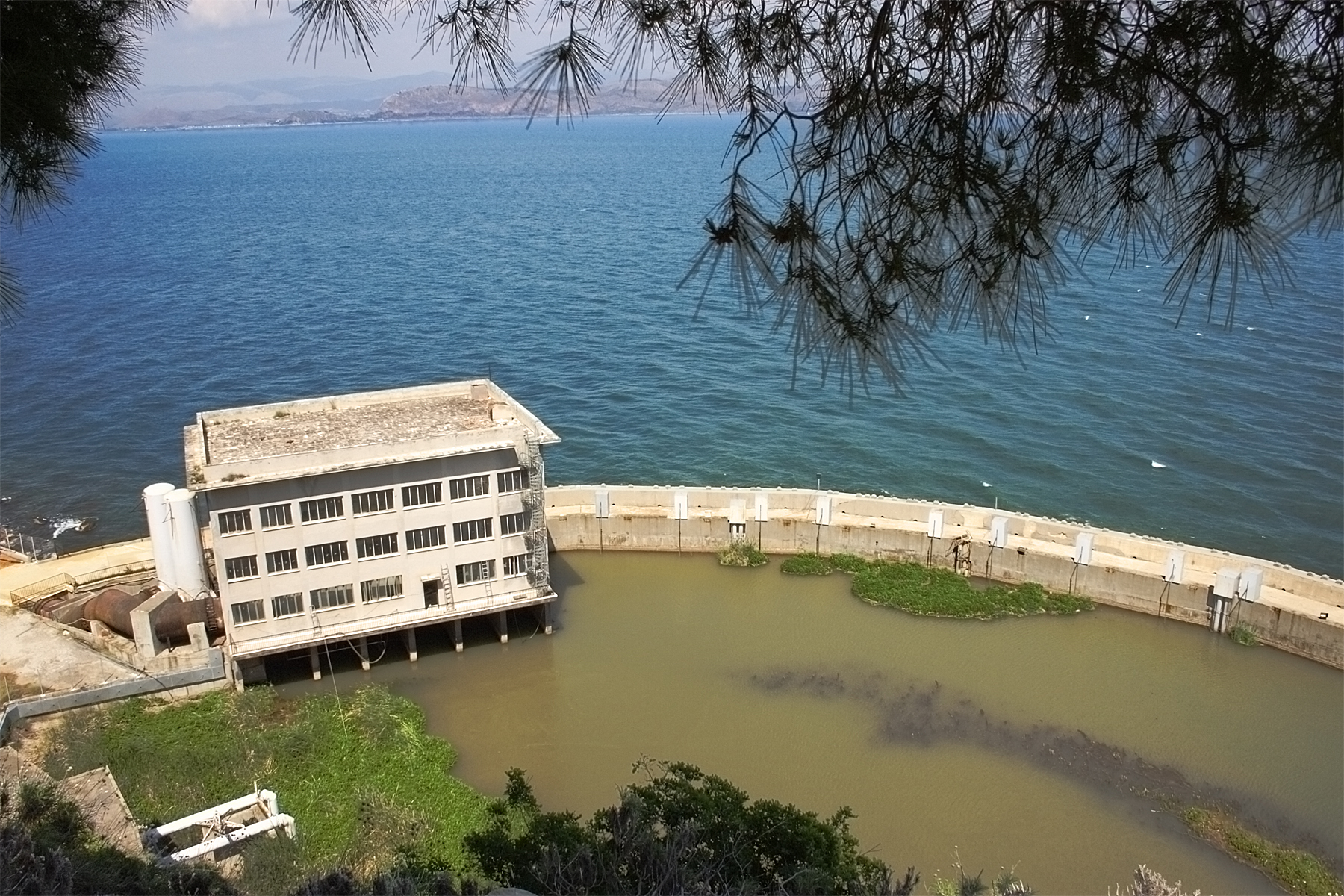
Submarine Karstquelle im Argolischen Schelfmeer

## Geologie, Hydrogeologie

### Geologie von Griechenland und Peloponnes
Ab der großen tektonischen Querzone im montenegrinisch-albanischen Grenzgebiet (siehe Skutarisee) beginnt der große Gebirgsbogen der Helleniden, der über den Westteil des griechischen Festlandes, den ganzen Peloponnes, über die ägäischen Inseln bis nach Westanatolien verläuft. In der geotektonischen Entwicklung der Regionen Griechenlands kam es zu Faltungen, Deckenbewegungen und Regionalmetamorphose. Im Peloponnes haben vier gebirgsbildende Zyklen die so genannte „Olonos-Pindos“-Zone und die „Gavrovo-Tripolitza“-Zone geschaffen, zusammen eine ausgedehnte Karbonat-Plattform. Jacobshagen betont: „Die Helleniden sind ein Deckengebirge par excellence mit vorherrschenden Vergenzen nach SW bzw.S.“ Es sind „für mehrere Decken Mindestbeträge um 100 km belegt; […]“.
Die ausgedehnte Karbonatplattform hat die Gebirgslandschaft Arkadiens und damit auch das Seitenbecken Argon Pedion bestimmt. Zwischen den Bergrücken Arkadiens haben sich große Senken entwickelt. Hebungen (bzw. entsprechende Senkungen) und andere Verwerfungsformen im Gestein der Gebirge und der Senken haben diese so verändert, dass die intramontanen Senken zu so genannten „geschlossenen (Karst-)Depressionen“ ohne oberirdische Wasserdrainage wurden. Das Arkadische Plateau ist heute in mehrere solche geschlossene Becken gegliedert.
Verwitterung, Abschwemmungen und andere Formen von Erosion (Geologie) der Oberflächenschichten haben auf den anfangs felsigen Beckenböden Schichten von Lockersedimenten akkumuliert. Im Laufe erdgeschichtlich langer tektonischer und/oder erosiver Prozesse wurde Festgestein vielfach zerrüttet. Da der Kalkstein gut chemisch löslich ist, vor allem im karbonathaltigen Wasser, konnte sich eine intensive Verkarstung entwickeln, in welchen sich die Rissbildungen nach und nach zu Klüften, Spalten und Gängen weiteten. In diese Zwischenräume – angefangen von kleinsten Porenzwischenräumen bis zu höhlenartigen Gängen – konnte Wasser eindringen und mächtige Speicherräume, so genannte Aquifer entwickeln, deren Wasserspiegel je nach Zu- und Abfuhrmenge des gespeicherten Wassers schwankt. In Arkadien wurden entlang bedeutender, nachgewiesener Bruchtektonik große unterirdische Wasserwege registriert. In einer großen Studie zu den Becken in Arkadien konnte nachgewiesen werden, dass die Wasserwege vorwiegend nach Osten bzw. Südosten zum Argolischen Golf führen. Die Verteilung des Wassers der Becken, deren unterirdische Verweildauer bis zum Austritt an oft sehr großen Quellen, wurden durch Färbeversuche (tracing-tests von 1983) quantifiziert und belegt.

### Hydrologie und Morphologie im Argon Pedion
Obwohl das Wasser vom Argon Pedion in der Quelle Anavalos bei Kiveri im Meerwasser des Argolischen Schelfmeers austritt, war es als exzeptionell salzarmes Süßwasser sehr gut geeignet über eine künstliche Betonrinne zur Bewässerung in die fruchtbare Tiefebene von Argos geleitet zu werden. Interessant ist, dass bereits in der Antike der Wiederaustritt des Wassers des Argon Pedion in dieser großen submarinen Quelle (zu Pausanias Zeiten als „Deine“ bekannt) angenommen wurde.
Die für die Vegetation wichtigen belebten Böden in den Ebenen der Karstbecken sind fruchtbar. Sie vermischen sich mit Lockersedimenten und tiefer mit mehr oder weniger feinen Bestandteilen, wie Sand und Lehm. In diesen Substraten versickert Wasser langsam, wird aber auch wie in einem Schwamm gespeichert. Darunter folgt eine unregelmäßig dicke Schicht aus feinem bis feinstem Material (verwitterte Bestandteile von Kalkstein, die mit mehr oder weniger hohem Anteil anderer Mineralien vermischt sein können: Mergel, Lehm, Ton). Diese Materialien sind unterschiedlich wasserundurchlässig, so dass sich das Versickern erheblich verzögern kann und sich dadurch ein „oberer“ Wasserspeicher bilden konnte (in den Schöpfbrunnen-Öffnungen des Fotos sichtbar). Die weitere Versickerung in das Festgestein wird dadurch zumindest retardiert („Aquitard“). Wenn der „obere“ Aquifer seine Aufnahmekapazität erreicht hat, und weiteres Wasser zügig anfällt, beginnt die Überflutung.
Selbst heute noch kann in nassen Wintern mehr Wasser anfallen, als das einzige, unterhalb vom Dorf Nestani am Beckenrand befindliche Katavothra (Kontakt des Ponors mit dem Kalksteinfelsen) im nicht verstopften Idealfall zügig abführen kann. Dann bildet sich ein temporärer See, der bis in die Vegetationsperiode hinein bestehen kann. Dieses Phänomen ist für 2003, 2014 und auch noch für März 2019 belegt.
Der nicht durch Verstopfungen behinderte Wasserweg vom Nestani-Katavothra bis zum Argolischen Golf transportiert das Wasser in etwa 190 Stunden zuerst zur großen, untermeerischen Süßwasserquelle „Anavalos“ und später weiter nördlich nach Lerni und Kefalari Argos.

## Anthropogene Veränderungen
Die Existenzsicherung der beiden Dörfer hat sich bisher immer in Einklang mit den natürlichen Gegebenheiten der Ebene Argon Pedion bewegt. Die Einflussnahme auf die Bodenbeschaffenheit und die Wasserverfügbarkeit entsprach den Möglichkeiten vor Ort. Aber an den unteren Hangteilen und auf Alluvialböden in Dorfnähe, wo ähnliche Bodenverhältnisse vorgefunden werden wie in der Ebene, wurden erfolgreich Gärten und Terrassen kultiviert. Hier werden mit Erfolg „Nischenprodukte“, z. B. von Nussbäumen angebaut, für deren wirtschaftliche Nutzung die nahe Autobahnverbindung nach Tripoli, Kalamata, vor allem aber nach Korinth und Athen Absatzmärkte erschlossen hat. Inzwischen versucht man sich mit Ausdauer und modernem Anbaumethoden auch an gängigeren Pflanzenprodukten – bisher sind das aber nur für den lokalen Bedarf bestimmte Mengen. Die vor ca. 20 Jahren durch Terrassenbildung begonnene Urbarmachung ist eine Initiative von Anwohnern des Dorfes Sagka. Sie betreiben erfolgreich eine Nussplantage und promoten ihr Produkt, ihr Image und ihre Absatzmöglichkeiten in einer guten Internetplattform.
Der auf ständige Pflege und vor allem in der Trockenzeit auf Bewässerung angewiesene Ackerbau in der Ebene wurde früher durch gemauerte Grundwasserbrunnen mit einfachen Schöpfwerken versorgt. Solche Brunnen waren über die ganze Ebene verteilt vorhanden. Sie werden heute nicht mehr genutzt und durch motorgetriebene Bewässerungspumpen ersetzt. Die Mechanisierung der Landwirtschaft ist aber, gemessen an internationalen Standard kapitalstarker Industrieländer, nicht weit fortgeschritten.
Entwässerungsgräben durchziehen die Ebene. Sie sollen die Böden vor dem Versumpfen schützen, dürfen aber auch nicht den Wasserspiegel wesentlich senken, um die Bodenfeuchtigkeit für Beweidung und Ackerbau solange wie möglich zu wahren. Für diese Pflege wurden neuere Erkenntnisse, moderne Maschinen und Anbaumethoden adäquat angewendet. Alle Gräben führen zum einzigen Katavothra des Beckens. Aber selbst heute noch kann mehr Wasser anfallen, als die Gräben zügig zum Katavothra abführen können. Die Flächen vor der Katavothra wurden mit Sträuchern und Bäumen bepflanzt und die metergroße Öffnung des Ponors durch ein starkes Metallgitter vor dem Eindringen von grob verstopfendem Schutt geschützt. Die unterirdischen Wege bis zum Wiederaustritt am Argolischen Golf dagegen sind nicht verändert worden, das wäre nach modernsten technischen Maßstäben auch heute nicht aussichtsreich.
Der Bau der Autobahn Corinthos-Tripoli-Megalopoli um die Jahrtausendwende (heute bis in die Nähe von Kalamata) erfolgte so weit wie möglich die Landschaft, die Beckenebene und die fragile Hydrologie schonend. Berghänge wurden angeschnitten und die Trasse einige Meter über der Ebene angelegt – hoch genug, um Gefährdungen durch mögliche temporäre Seebildungen zu vermeiden. Auf einem 900 m kurzen Abschnitt allerdings durchschneidet die Trasse einen Teil der Ebene und läuft auf einem erhöhten Straßendamm. Der mäandernde, alte Abfluss zum Katavothra wird von einem Brückenwerk im Straßendamm überbrückt.

## Geschichte(n) zum Argon Pedion

### Der antike Geschichtsschreiber
Der als Text erhaltene Reisebericht von Pausanias (120–180 AD), u. a. zu Arkadien, „Beschreibung von Griechenland“ beschreibt den Anstieg von Argos bis zum „Portitsa“-Pass der Artemisio-Bergkette und den steilen Zick-Zack-Abstieg, der heute bekannt ist als (Sprossen-)„Leiter des Pausanias“ (Griechisch: Κλιμαξ Παυσανία). Pausanias beschreibt den Abstiegsweg sogar mit dem detaillierten Vermerk: „…dieser Abstieg besaß einst künstlich gemachte Stufen“. Auch die Ebene Argon Pedion und der Quellbrunnen des Mazedonien-Königs Philipp wird explizit beschrieben.
Zitat:

„7.  Geht man über das Artemisium nach M a n t i n i k e, so kommt man auf das sogenannte faule Feld, das auch wirklich seinem Namen entspricht. Das Regenwasser nämlich, das vom Gebirge niederströmt, macht die Ebene unfruchtbar, und nichts würde hindern können, daß dieselbe zu einem See würde, wenn nicht das Wasser in einer Erdöffnung sich verlöre, wo es so lange unterirdisch bleibt, bis es bei Deine wieder an die Oberfläche kommt.
Pausanias, Beschreibung von Griechenland, Buch 8, Arkadien, 1854, S. 785“

„Links an dem faulen Felde liegt in Mantinike ein Berg […] und Trümmer des Dorfes Nestane, bei welchen Philipp ein Lager gehabt haben soll, weshalb auch jetzt noch die dortige Quelle nach ihm Philippium heißt.
Pausanias, Beschreibung von Griechenland, Buch 8, Arkadien, 1854, S. 786“

Die Kenntnis der Hydraulik am „Faulen Feld“, also die Bedeutung der unterirdischen Verbindung zur untermeerischen Quelle „Anavalos“ (bei Pausanias „Deine“) im Argolischen Schelfmeer, ist also schon zu Pausanias Zeiten bekannt gewesen. Der Name der Ebene „Faules Feld“ bzw. „Argon Pedion“, geht also auf Pausanias zurück.

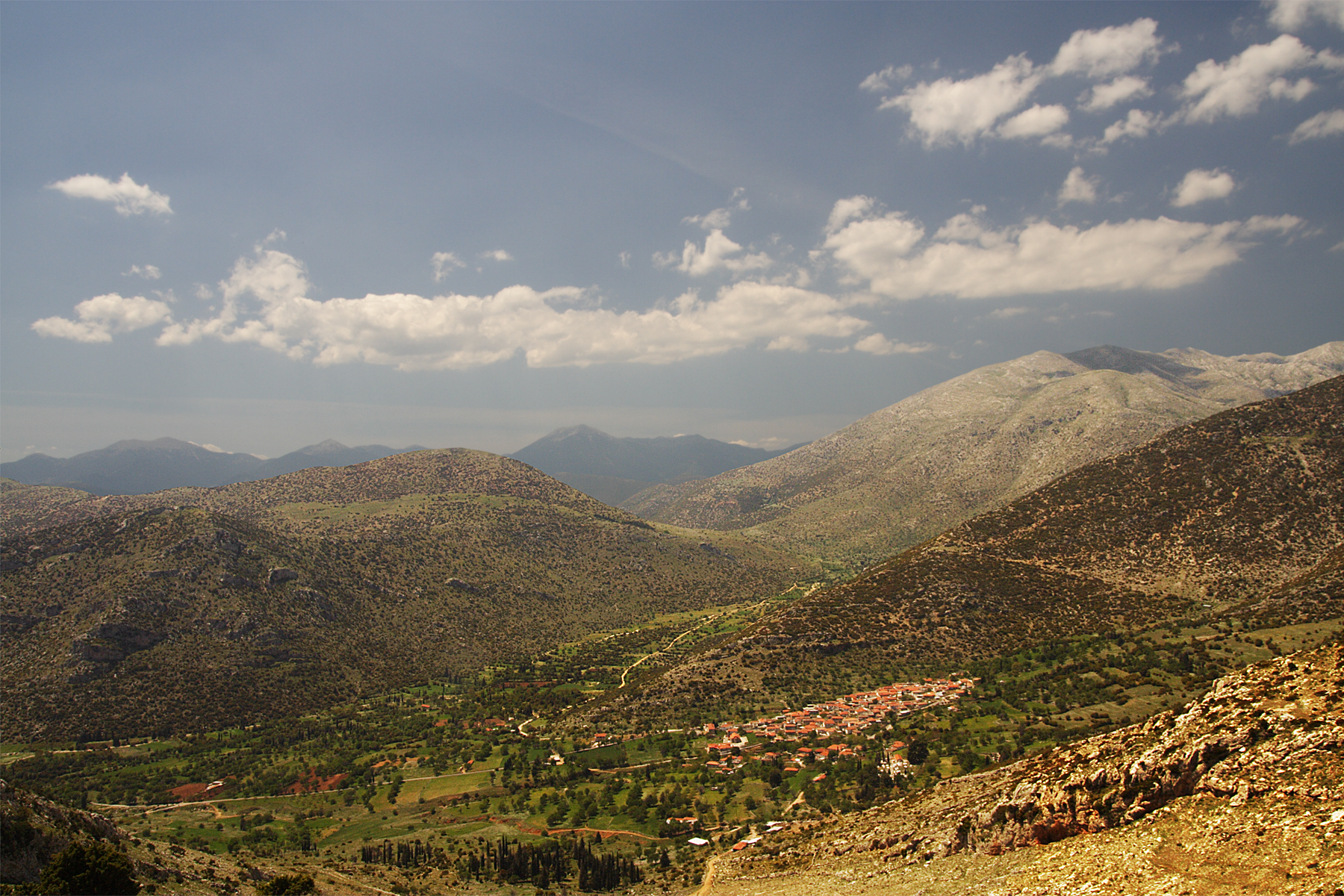
Der fruchtbare, obere Teil der Polje
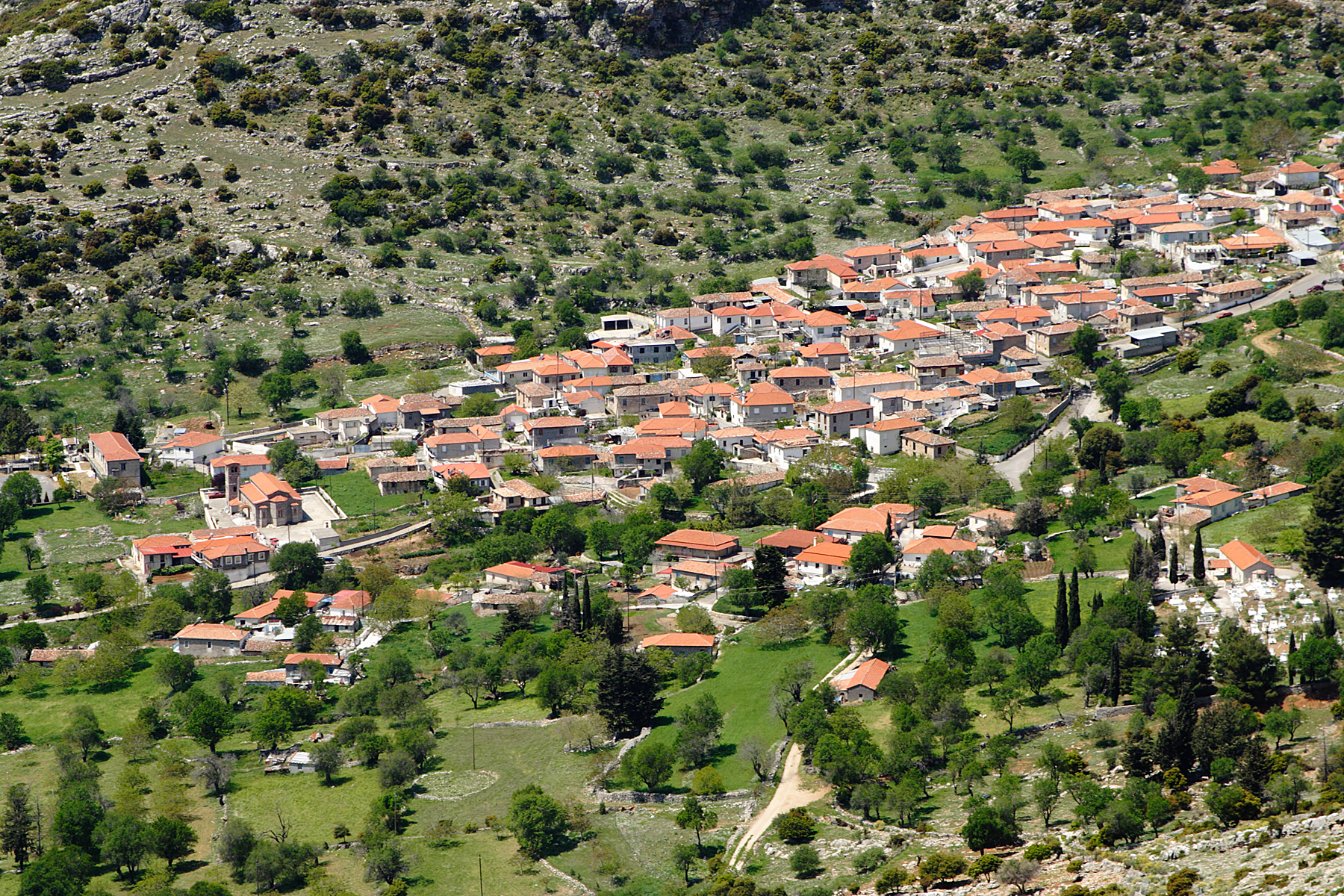
Intaktes traditionelles Dorf Sagka
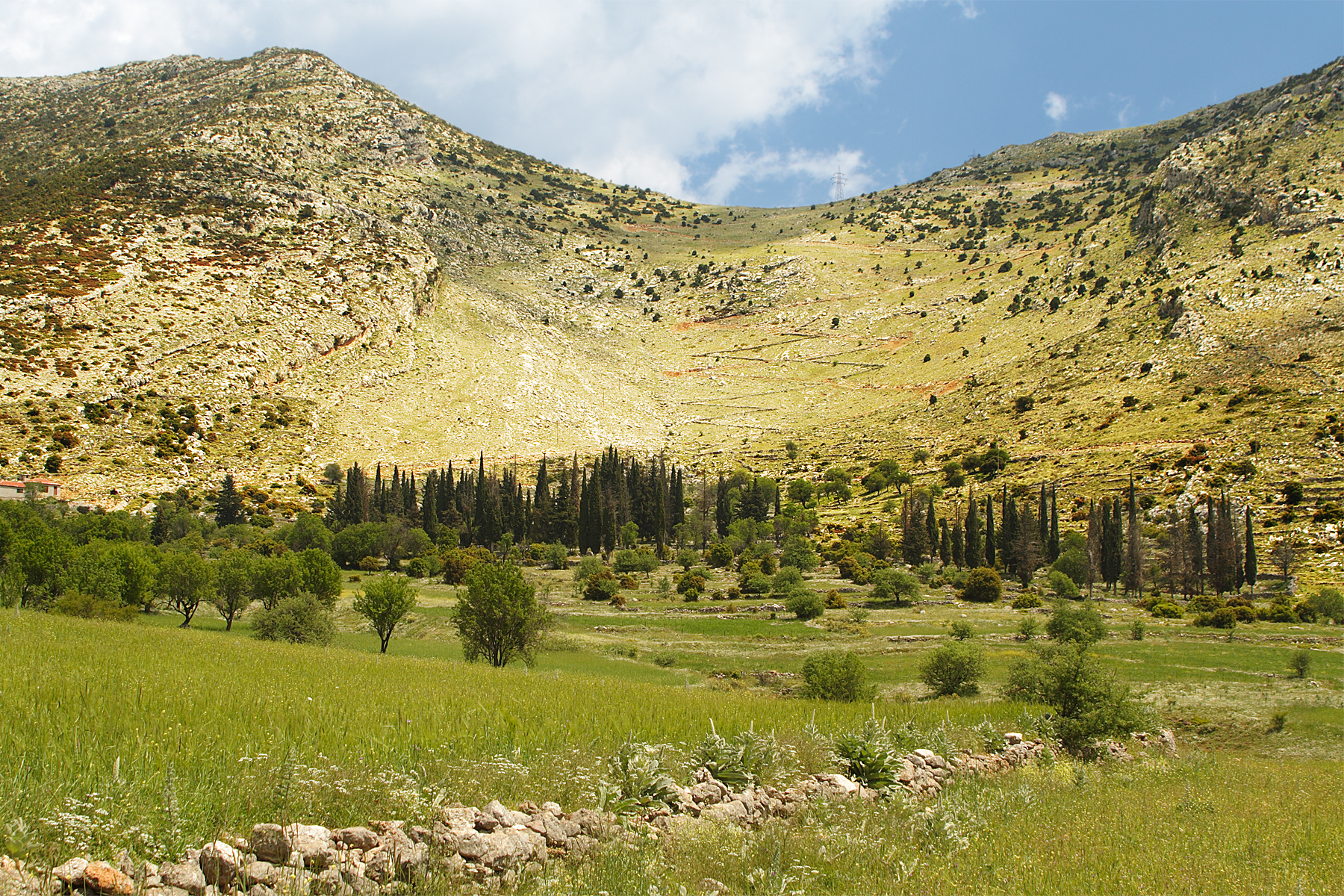
Die “Leiter” des Pausanias am Portitsa-Pass

Der antike „Portitsa“-Pass ist auch heute noch ein grandioses menschliches Werk: Eine vom Fuß bis zur Kammspitze ca. 3 m breite, bis ca. 6 m hohe Kerbe wurde damals in den Fels des Bergkamms getrieben. Reste von Spuren für Fuhrwerke wurden auch gefunden. Auch der Zick-Zack-Abstieg zur Ebene, (die „Leiter des Pausanias“) ist zum Teil noch erhalten. Nicht nur der Zick-Zack-Weg „Klimax“, sondern der gesamte Weg von Argos zu den großen antiken Städten Mantineia und Tegea, damals die wichtigste Verbindung zu diesen Städten wurde Klimax genannt.  Die Leiter des Pausanias, das Dorf Sagka und die Umgebung sind durch Fotos gut dokumentiert. Eine gute, ausführliche Beschreibung der Portitsa und des Klimax-Abstiegs in Deutsch und detaillierte Fotos findet sich auch unter www.argolis.de.
Der Griechische Geologe I. Mariolakis hat eine Verknüpfung der geologischen Kenntnisse zu den Arkadischen Karstbecken mit den Mythen des antiken Griechenlands, und auch speziell zum Argon Pedion, publiziert. Er konnte nachweisen, dass die Mythen der Antike die jeweiligen hydrogeologischen Verhältnisse verschiedener Phänomene im Peloponnes erstaunlich gut widerspiegeln.

### Die Wiedergeburt „Arkadischer Idylle“
Eine bemerkenswerte Bedeutung erhielt Arkadien schon durch den römischen Dichter und Epiker Vergil. Dieser versetzte das idealisierte sizilianische Bauerntum in die griechische Landschaft Arkadien. Arkadien war für ihn das Land, in dem die Dichtung Ursprung und Heimat hat. In der Renaissance wurde in der Kunst die Thematik eines idyllischen Arkadiens „wiedergeboren“. Ausgehend von Florenz unter Lorenzo il Magnifico blühte die Beschäftigung mit der Antike auf. Die damals höchst einflussreiche erotische Hirtendichtung  („Bukolische Dichtung“) italienischer Künstler festigte das Bild der Neuzeit von Arkadien. Nicolas Poussin, der mit der Antike vertraute in Rom lebende Franzose und barocke Maler, prägte mit seinen zwei Versionen des Bildes „Et in Arcadia ego“, „auch ich war in Arkadia“ den Inbegriff der Idylle in der Kunst. Die Redewendung „Et in Arcadia ego“ ist seit dem 18. Jahrhundert und bis heute lebendig.